# Sulla loquacità
Sulla loquacità (in latino De garrulitate; in greco antico: Περὶ ἀδολεσχίας?) è il titolo di un saggio di Plutarco, incluso nei suoi Moralia.

## Struttura
L'opera è stata scritta dopo il De curiositate e prima del De tranquillitate, De capienda ex inimicis utilitate e De laude ipsius. Si trova nel catalogo di Lampria al numero 92.
Plutarco comincia dalla descrizione della passione per passare poi a indicare i rimedi. Dopo un esplicito elogio del silenzio, la cura è quella di non  rispondere per primi e, se interrogati, valutare anzitutto se ci si voglia prender gioco di noi con domande maliziose, atte solo a scatenare la nostra loquacità (in ogni caso vale il principio di riflettere prima di parlare e farlo in modo essenziale).

## Analisi critica
Questo affascinante saggio, di gran lunga tra i migliori delle "opere morali" propriamente dette, rivela una sua abilità narrativa e un fine umorismo. Si adatta all'umorismo di Plutarco, quando parla della loquacità come una malattia, inventare un paio termini pseudo-medici come ἀσιγησία, "incapacità di mantenere il silenzio" e ἀνηκοΐα, "incapacità di ascoltare".